# 莫洛季日涅 (切爾沃諾阿爾米西克區)
50°27′17″N 28°8′51″E / 50.45472°N 28.14750°E
莫洛季日涅（烏克蘭語：Молодіжне）是位於烏克蘭北部日托米爾州裏日托米爾區的村莊，始建於1989年，面積0.74平方公里，2001年人口232，人口密度每平方公里314.79人。